# علاقة التبديل القانوني
في ميكانيكا الكم، فإن علاقة التبديل القانوني (بالإنجليزية: Canonical commutation relation)‏ هي العلاقة الأساسية بين الكميات المترافقة القانونية (الكميات المرتبطة بالتعريف مثل تحويل فورييه للآخر). علي سبيل المثال،
{\displaystyle [{\hat {x}},{\hat {p}}_{x}]=i\hbar \mathbb {I} }
بين مؤثر الموقع x ومؤثر الزخم px في اتجاه x لجسيم نقطي في بُعد واحد، حيث [x , px] = x px − px x هي مبدل رياضي لـx وpx ،‏ i هي الوحدة التخيلية، وℏ هي ثابت بلانك h/2π، و{\displaystyle \mathbb {I} } هو مؤثر الوحدة. بشكل عام، يعد الموقع والزخم متجهين للمؤثرين ويمكن التعبير عن علاقتهم المتبادلة بين المكونات المختلفة للموقع والزخم على النحو التالي
{\displaystyle [{\hat {r}}_{i},{\hat {p}}_{j}]=i\hbar \delta _{ij}\mathbb {I} .}
حيث {\displaystyle \delta _{ij}} هي دلتا كرونكر.
تُنسب هذه العلاقة إلى فيرنر هايزنبيرغ وماكس بورن وباسكوال جوردان (1925)، الذين أطلقوا عليها "حالة كمومية" بمثابة افتراض للنظرية. لاحظ كنرد (1927) أنه يشار ضمنًا لمبدأ عدم اليقين بواسطة هايزنبرغ. تعطي نظرية ستون-فون نيومان نتيجة فريدة للمؤثرات التي تحقق (بشكل أسي من) علاقة التبديل الأساسية.